# Drogi rzymskie

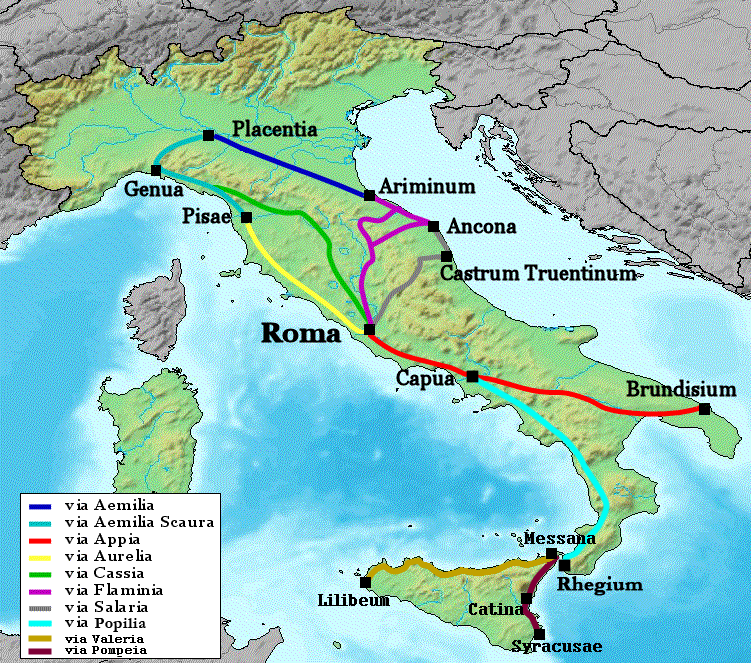
Drogi rzymskie na terytorium współczesnych Włoch

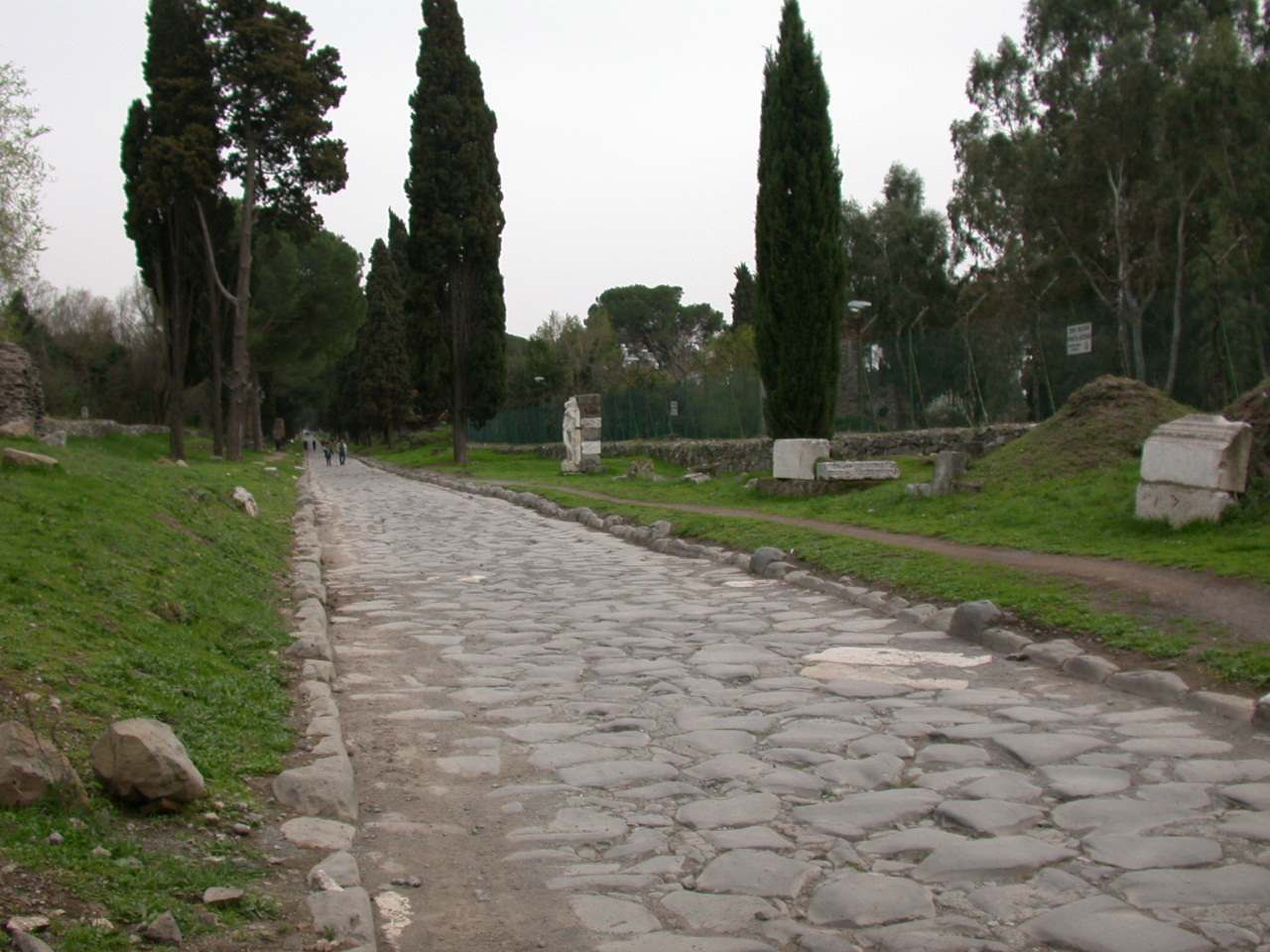
Via Appia

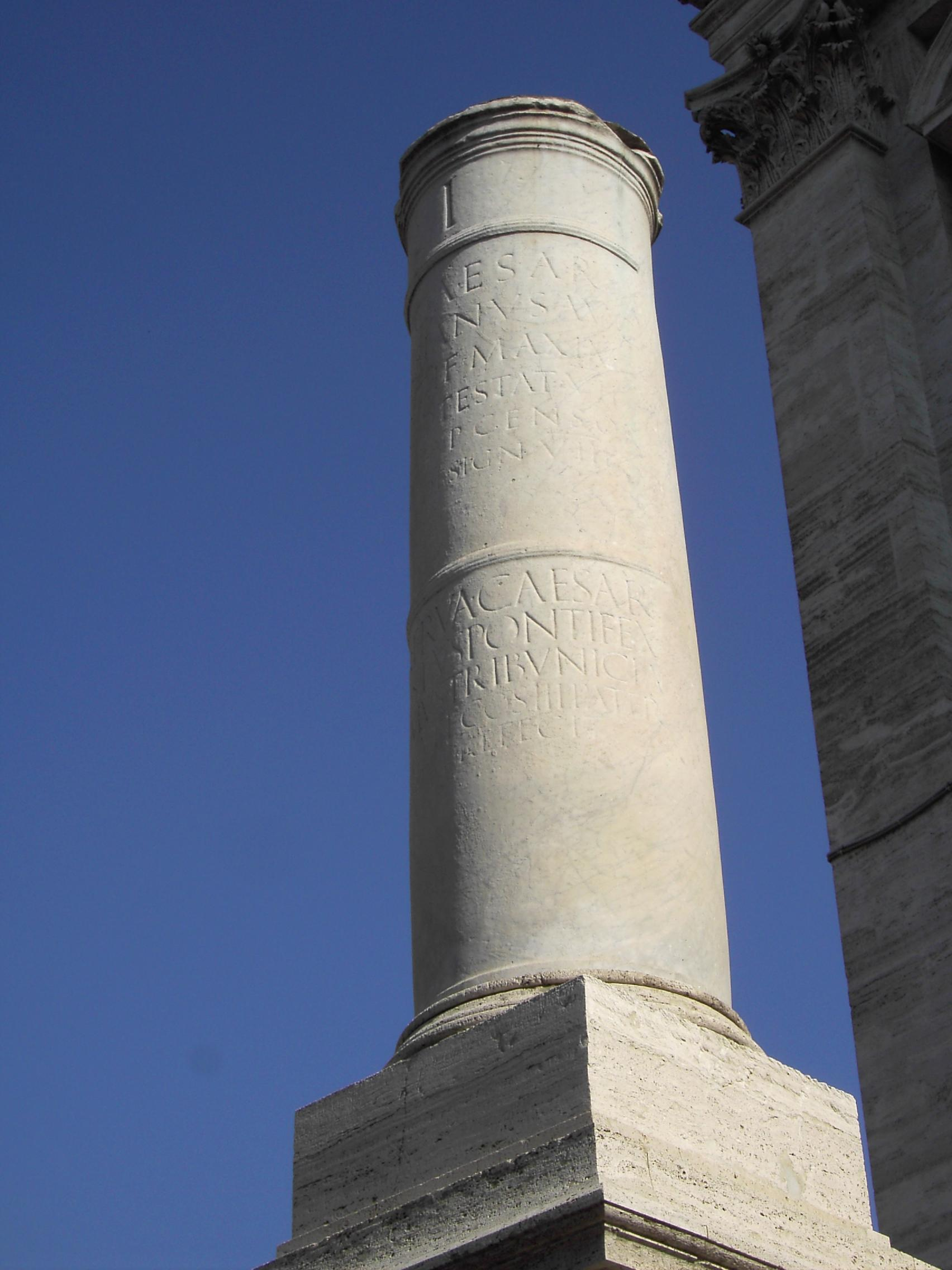
Kamień milowy

Drogi rzymskie – system dróg wybudowanych przez Rzymian o łącznej długości przekraczającej 70 tysięcy kilometrów.
Ich głównym celem było usprawnienie przemieszczania się wojsk, a także ułatwienie komunikacji handlowej. Pozwalały również na szybsze przekazywanie informacji dzięki zorganizowanej wzdłuż nich stacji (mutationes, mansiones) poczty państwowej (cursus publicus). Drogi rzymskie należą do najważniejszych osiągnięć inżynierskich Rzymu; liczne ich odcinki i fragmenty przetrwały do dzisiaj.

## Historia
Pierwsze drogi powstawały już w IV w. p.n.e. Prowadziły one do sąsiednich miast w Lacjum i Etrurii. Były to między innymi prowadząca do Ostii – Via Ostiensis, prowadząca do Laurentum – Via Laurentina i Via Ardeatina, którą można było dotrzeć do Ardei. Nie były one jednak jeszcze typowymi drogami budowanymi przez Rzymian: ich nawierzchnię stanowił utwardzony grunt, a przebieg trasy dostosowywano do ukształtowania terenu.
Pierwszą prawdziwie rzymską drogą była rozpoczęta w 312 p.n.e. przez cenzora Appiusza Klaudiusza Caecusa, Via Appia, łącząca Rzym z Kapuą. Drogę wytyczono w taki sposób, by skrócić odległość do minimum, tak więc całymi kilometrami biegnie ona w linii prostej, a nad doliną Arriccia przez potężny wiadukt. W kolejnych stuleciach chęć uzyskania jak najkrótszej odległości była cechą charakterystyczną rzymskiego budownictwa drogowego. Zmuszała ona budowniczych do budowania licznych mostów (np. granitowy most na Tagu w Alcántara, w Hiszpanii, czy most na Dunaju o długości 1100 metrów koło Żelaznej Bramy niedaleko Turnu Severin w Rumunii), wiaduktów, nasypów, przekopów i tuneli. Innym precedensem jaki wprowadziła Via Appia było nazywanie drogi od nazwiska urzędnika, który nakazał jej budowę (zwyczaj ten stał się powszechny około sto lat po rozpoczęciu budowy drogi do Kapui).
Z czasem rzymskie drogi przekształciły się w ogromny system komunikacyjny, który razem ze szlakami morskimi scalał imperium rozciągające się na tysiące kilometrów na trzech kontynentach. Do końca II w. (na przestrzeni 5 stuleci) rzymscy inżynierowie zbudowali ok. 48 500 mil rzymskich (71,7 tys. km) dróg bitych. Niespełna 100 lat później inwentaryzacja sporządzona za cesarza Dioklecjana wykazała istnienie na obszarze imperium 372 dróg o łącznej długości 53 000 mil rzymskich (ponad 78,3 tys. km).
Układ dróg na Półwyspie Apenińskim przyczynił się do powstania powiedzenia „Wszystkie drogi prowadzą do Rzymu”. W sposób urzędowy potwierdził to powiedzenie Oktawian August, umieszczając na Forum Romanum złoty kamień milowy w formie pokrytej pozłacaną blachą kolumny. Stała ona w miejscu, gdzie krzyżowały się Via Aurelia, Ostiensis, Flaminia, Salaria i Appia łączące Rzym z wszystkimi prowincjami imperium.

## Budowa
Konstrukcja rzymskiej drogi jest podobna do dróg współczesnych i składała się z trzech zasadniczych warstw: podbudowy, warstwy nośnej i użytkowej.
Technika budowania dróg została przejęta od Etrusków i udoskonalona. W pierwszej kolejności wyrównywano teren i wykonywano wykop. Wzdłuż drogi budowano rowy odwadniające, a sama droga miała wyprofilowane spadki umożliwiające odpływ wody z nawierzchni. W przypadku budowy dróg na terenach podmokłych układano stelaż z krzyżujących się drewnianych bali, a całość usztywniano wbitymi w ziemię palami. Budowa dróg wiązała się z licznymi wyzwaniami inżynieryjnymi takimi jak mosty czy pokonywanie pasm górskich.
Konstrukcja dróg składała się z kilku warstw. W wykopie układano warstwę kamieni łączonych zaprawą. Na tak przygotowanej podbudowie układano drugą warstwę mniejszych kamieni (tłucznia), też łączoną zaprawą, a na niej żwir z zaprawą. Na samym wierzchu droga była wyrównywana warstwą żwiru wymieszanego z piaskiem. Zamiast zaprawy stosowano też popioły wulkaniczne (pucolana). W czasach późniejszych drogi były wykładane płytami kamiennymi.
Rzymskie drogi, w zależności od przeznaczenia, miały różną szerokość:
- najszersze drogi miały nawet 15 m szerokości, ale najczęściej nie przekraczały 5 m, pobudowano też wiele dróg o szerokości około 3,5 m, która pozwalała na minięcie się dwóch wozów. Drogi te stanowiły sieć połączeń w skali cesarstwa.
- drogi o znaczeniu lokalnym, o szerokości 1,20 m
- drogi dla pieszych i konnych, o szerokości 60 cm
- ścieżki o szerokości 30 cm

Do budowy dróg używano zazwyczaj materiałów dostępnych w najbliższej okolicy.
Przy drogach ustawiane były kamienie milowe (mila rzymska to 1478,5 m) informujące o odległości do konkretnych miejsc, były to zatem dzisiejsze tablice drogowe. Na skrzyżowaniach umieszczano kapliczki poświęcone larom, a wzdłuż dróg powstały liczne stacje pocztowe i zajazdy.

System głównych dróg rzymskich za panowania Hadriana w pierwszej połowie II wieku

## Najważniejsze drogi starożytnego Rzymu

### Włochy
Główne drogi
- Via Aemilia, (187 p.n.e.), z Ariminum (dzisiejsze Rimini) przez Bolonię do Placentii Piacenzy
- Via Appia, (312 p.n.e.), z Rzymu do Kapui, przedłużona do Brindisium (obecne Brindisi) w 264 p.n.e.
- Via Aurelia (241 p.n.e.), z Rzymu do (Pizy)
- Via Cassia, z Rzymu przez Toskanię do Luni
- Via Flaminia (220 p.n.e.), z Rzymu do Ariminum (dzisiejsze Rimini)
- Via Salaria, z Rzymu do Castrum Truentinum (Marche) nad Morzem Adriatyckim

Inne

Drogi rzymskie w okolicach Rzymu (ze średniowieczną Via Tuscolana)

- Via Aemilia Scauri (109 p.n.e.), przedłużająca Via Aurelia do Genui i Vado Ligure
- Via Aquillia
- Via Amerina, z Rzymu do Amerii (Amelia) i Peruzii (Perugia)
- Via Annia, z Adrii przez Padwę do Akwilei
- Via Ardeatina, z Rzymu do Ardea
- Via Campana
- Via Canalis, z Udine, Gemony i Val Canale do Villach i poprzez Alpy do Salzburga i Wiednia
- Via Casilina
- Via Cecilia (142 p.n.e. do 117 p.n.e.)
- Via Claudia Julia Augusta (Via Claudia Augusta) (13 p.n.e.)
- Via Clodia, z Rzymu do Toskanii, tworząca system z Via Cassia
- Via Collatina
- Via Domitiana, nadbrzeżna droga z Neapolu do Formii
- Via Empolitana
- Via Farnesiana
- Via Flaminia minor (ok. 187 p.n.e.) z Arezzo a Claterna do Bolonii
- Via Flavia, z Triestu do Istrii, gdzie łączy się z Via Gemina, zbudowana przez cesarza Wespazjana w latach 78-79
- Via Gemina, z Akwilei wzdłuż wybrzeża dalmatyńskiego
- Via Julia Augusta (13 p.n.e. – 8 p.n.e.), z Piacenzy do Arles
- Via Labicana, z Rzymu na południowy wschód do Labicum
- Via Latina
- Via Laurentina, z Rzymu na południowy wschód do Laurentum
- Via Nomentana
- Via Ostiensis, z Rzymu do Ostii
- Via Pompea (210 p.n.e.)
- Via Popilia (132 p.n.e.), z Kapui do Reggio di Calabria
- Via Popillia-Annia (132 p.n.e. – 131 p.n.e.), z Ariminum (Rimini) przez dzisiejszą Wenecję Euganejską do Akwilei
- Via Portuensis do Portus
- Via Postumia (148), z Genui przez Apeniny i Weronę do Akwilei
- Via Praenestina, z Rzymu do Praeneste (Palestrina)
- Via Salaria Gallica
- Via Salaria Picena
- Via Satricana, z Rzymu do Satricum
- Via Schlavonia, z Akwilei przez północną Istrię do Dalmacji
- Via Severiana, z Terraciny do Ostii
- Via Sorana
- Via Sublacense
- Via Tiburtina, z Rzymu do Aternum
- Via Traiana, zbudowana przez cesarza Trajana (109) jako alternatywa dla via Appia, biegła do Benewentu i Brindisi
- Via Traiana Calabra, przedłużenie via Traiana do Brindisi i Otranto
- Via Traiana Nova, z Bolseny do Via Cassia
- Via Trionfale
- Via Valeria

### Wielka Brytania
- Akeman Street
- Camlet Way
- Dere Street
- Ermine Street
- Fen Causeway
- Fosse Way
- King Street
- London-West of England Roman Roads
- Peddars Way
- Pye Road
- Stane Street
- Stanegate
- Via Devana
- Watling Street

### Francja
We Francji drogi rzymskie nazywane są voie romaine
- Via Agrippa
- Via Aquitania, z Narbonne, gdzie łączy się z Via Domitia, przez Tuluzę do Bordeaux nad Oceanem Atlantyckim
- Via Domitia (118 p.n.e.), z Nîmes przez Pireneje, gdzie łączy się z Via Augusta

Drogi rzymskie w Hiszpanii i Portugalii

### Hiszpania i Portugalia
- Iter ab Emerita Asturicam, z Sewilli do Gijón. Znana później jako Vía de la Plata (plata znaczy po hiszpańsku „srebrny”, ale w tym przypadku jest to raczej zniekształcone arabskie słowo balata). Jest częścią Drogi św. Jakuba. Obecnie biegnie nią droga A-66 autostrada.
- Via Augusta, z Kadyksu przez Pireneje, gdzie łączy się z Via Domitia na przełęczy Coll de Panissars, obok La Jonquera. Biegnie przez Walencję, Tarragonę (rzymskie Tarraco) i Barcelonę.
- Camiño de Oro

### Inne obszary
Afryka
- Główna droga: Via Nerva z Sala Colonia (Szalla) przez Kartaginę do Aleksandrii
- W Egipcie: Via Hadriana
- W Mauretanii i Maroku z Tangeru na południe

Bliski Wschód
- Petra Roman Road, do Petry

Półwysep Bałkański

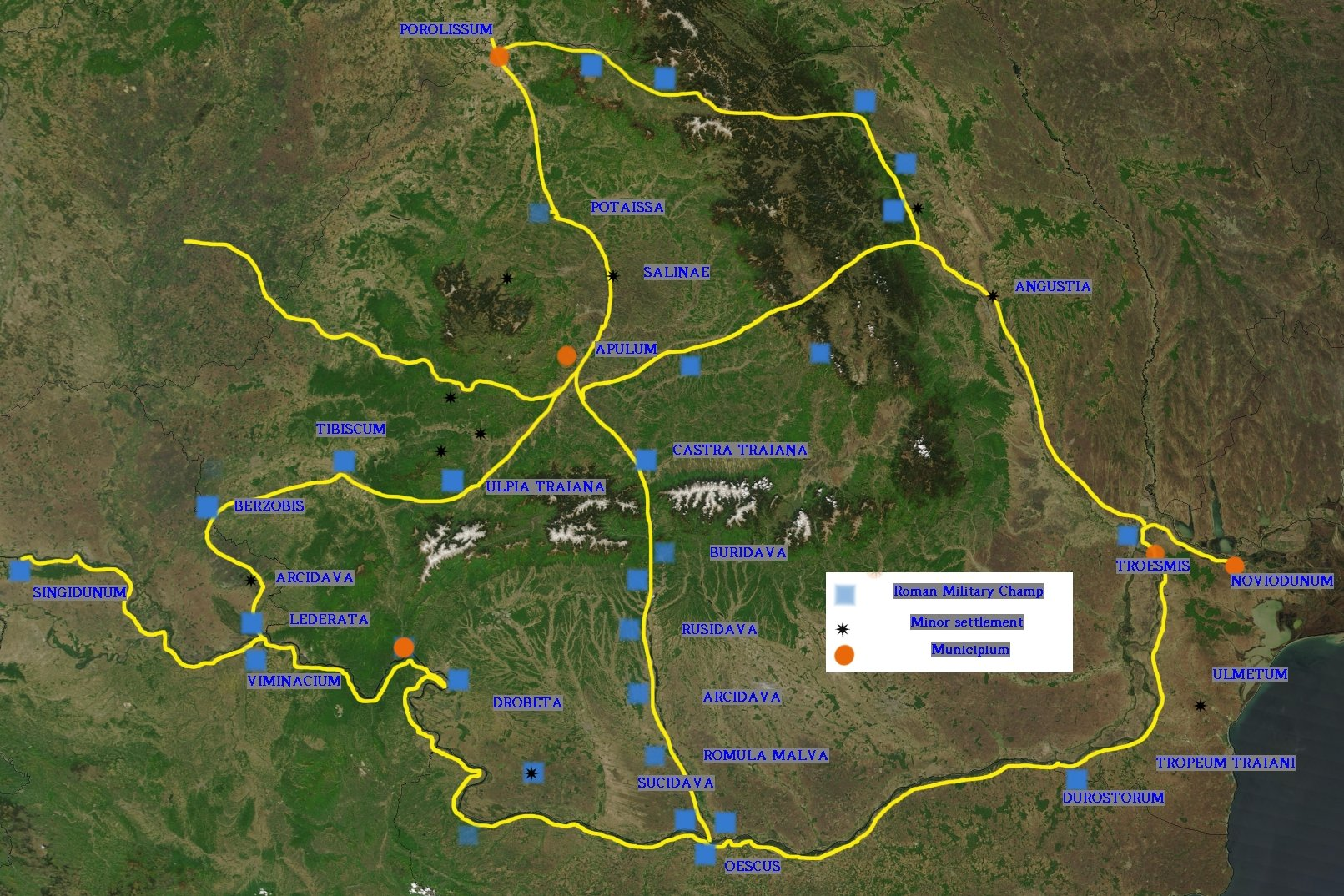
Rzymskie drogi w rejonie dolnego Dunaju

- Via Egnatia (146 p.n.e.), z (Durrës) przez Thessaloniki (Saloniki) do Konstantynopola
- Via Militaris (Via Diagonalis, Via Singidunum), łącząca Europę Środkową z Konstantynopolem

Rumunia, Bułgaria
- Via Traiana
- Via Pontica: Troesmis – Piroboridava – Caput – Stenarum – Apulum (Alba Iulia) – Partiscum – Lugio

Drogi przez Alpy
- Via Claudia Augusta (47) z Altinum (obecnie Quarto d’Altino) do Augsburga przez Alpy Ötztalskie
- Via Mala z Mediolanu do Lindau przez Przełęcz San Bernardino
- Via Decia

Drogi przez Pireneje
- Ab Asturica Burdigalam